# Lathyrus cryophilus
Lathyrus cryophilus là một loài thực vật có hoa trong họ Đậu. Loài này được Chodat & Wilezek. miêu tả khoa học đầu tiên năm 1902.